# Furcatrox
Furcatrox là một chi bướm đêm thuộc họ Geometridae.